# 印度雀鯛
印度雀鯛（學名：Pomacentrus indicus），是輻鰭魚綱鱸形目雀鯛科雀鯛屬的其中一種，分布於西印度洋斯里蘭卡、馬爾地夫、查戈斯群島與塞席爾群島海域，深度1至15公尺，體長可達11公分，棲息在潟湖及臨海礁石區，以浮游生物為食，繁殖期時成對出現，雄魚會守護卵直到孵化，生活習性不明。